# Filogaso
Filogaso község (comune) Olaszország Calabria régiójában, Vibo Valentia megyében.

## Fekvése
A megye északkeleti részén fekszik. Határai: Capistrano, Maierato, San Nicola da Crissa, Sant’Onofrio, Vallelonga és Vazzano.

## Története
A település első említése a 16. századból származik Filogase illetve Philocasa néven, de eredete valószínűleg az ókorra nyúlik vissz: Magna Graecia telepesei alapíthatták. Középkori épületeinek nagy része az 1783-as calabriai földrengésben elpusztult. A 19. század elején vált önálló községgé, amikor a Nápolyi Királyságban felszámolták a feudalizmust.

## Népessége
A népesség számának alakulása:

## Főbb látnivalói
- Sant’Agata-templom
- San Francesco di Paola-templom
- Maria Santissima del Monte Carmelo-templom